# Kościół Świętego Jakuba w Kutnej Horze
Kościół Świętego Jakuba (czeski: Kostel sv. Jakuba) – gotycki kościół farny w Kutnej Horze. Budowa trwała od połowy XIV wieku, aż do wieku XV. a prace budowlane nadzorował Peter Parler. Kościół jest łatwo rozpoznawalny dzięki wysokiej na 84 metry wieży na zachodniej fasadzie. Planowana była budowa drugiej bliźniaczej wieży, która jednak nigdy nie powstała. W 1995 roku, wraz z innymi zabytkami historycznego centrum Kutnej Hory wpisany został na Listę Światowego Dziedzictwa UNESCO.